# Duomo di Vercelli
La cattedrale metropolitana di Sant'Eusebio è la principale chiesa di Vercelli e sede dell'arcidiocesi omonima. Sorta nei pressi della sepoltura di Sant'Eusebio di Vercelli, primo vescovo e patrono del Piemonte, annovera diverse importanti opere d'arte tra le quali spiccano il monumentale crocifisso ottoniano. Al suo interno sono sepolti diversi membri di Casa Savoia. È stata elevata alla dignità di basilica minore da papa Gregorio XVI nel 1834 e dichiarata monumento nazionale nel 1940.

## Storia

### Le origini paleocristiane

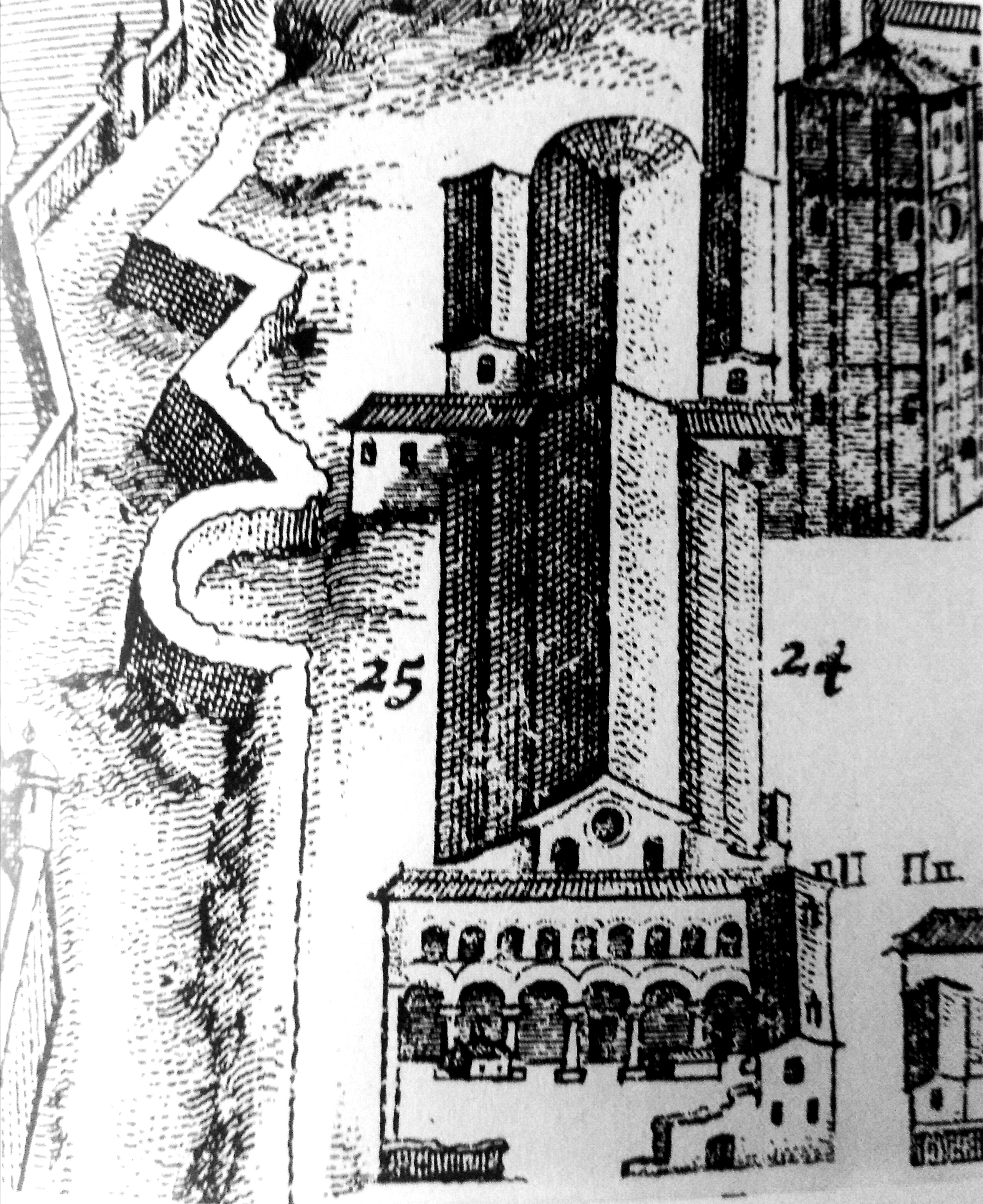
Veduta del Duomo, 1680, Theatrum Sabaudiae

Il Duomo che oggi vediamo non è l'antico tempio eusebiano, ma una costruzione la cui nascita e sviluppo avvenne in tempi successivi. Nel luogo dove sorgeva un'area necropolare romana, a nord della città, vicino al fiume Cervo, fu sepolto San Teonesto, ritenuto il primo martire cristiano vercellese, durante le persecuzioni di Diocleziano. Accanto alla sua sepoltura volle farsi seppellire sant'Eusebio († 371). Per onorare la memoria del grande santo, evangelizzatore delle terre subalpine, sorse tra il V e il VI secolo una basilica paleocristiana mentre la prima cattedrale della città, Santa Maria Maggiore, era situata in un'area più centrale. Poco sappiamo dalle fonti sulle vicende storiche iniziali, la tradizione vuole che sia stata fondata da Teodosio I, e che in seguito venne seriamente danneggiata durante varie incursioni barbariche. Sicuramente nel tempo crebbe sempre più di prestigio la basilica eusebiana, dotata di un Capitolo e di cospicue rendite. Inoltre la posizione privilegiata sulla Via Francigena garantiva un continuo passaggio di pellegrini proveniente da tutta la Cristianità, prova ne sono le numerosissime reliquie presenti (ad esempio quella di Tommaso Becket tuttora conservata).

### L'antica Basilica

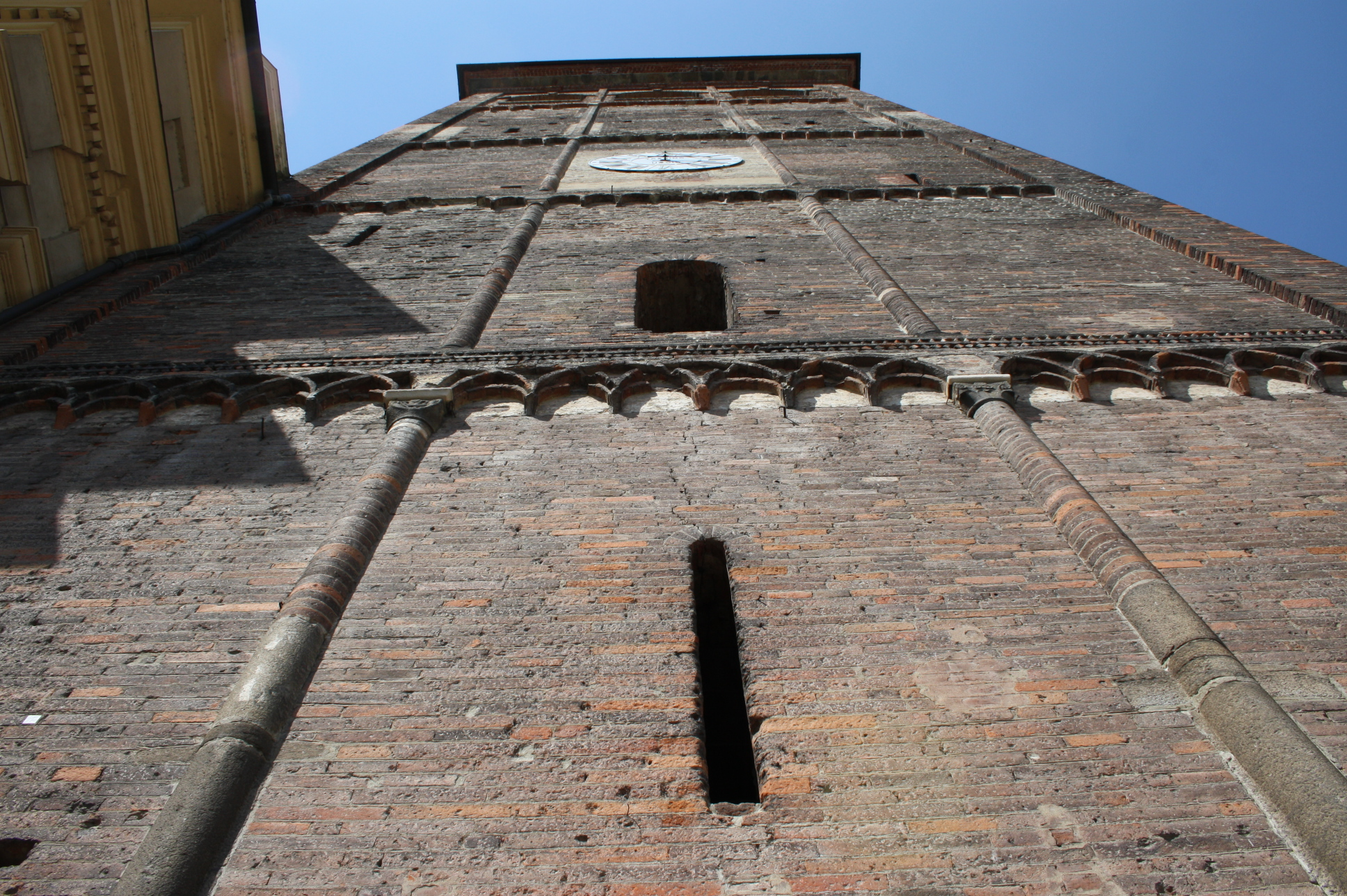
Particolare del campanile del XII secolo

L'antica basilica, secondo le fonti a disposizione, era costruita su modello dell'Antica basilica di San Pietro in Vaticano, vale a dire a cinque navate con quattro file di colonne. La chiesa era preceduta da un quadriportico, dove erano situate le scuole di grammatica e canto nonché le abitazioni dei Canonici. Nei pressi sorse ben presto un importante palazzo che divenne poi il palazzo arcivescovile ed un importante scriptorium. L'unica abside, orientata verso Oriente, doveva essere decorata a mosaico, mentre il coro era cinto da preziosi cancelli (Ziliberto, 1180 ca.). Il presbiterio, probabilmente rialzato, sorgeva sulla sepoltura del Santo Patrono, ritrovata nel 1581. Grazie al Rotolo degli Atti degli Apostoli, conservato nell'attiguo museo del tesoro del duomo, databile sul finire del XII secolo, conosciamo l'apparato decorativo della navata centrale, costituito da una serie di affreschi raffiguranti le Vite degli Apostoli, mentre nelle altre navate erano rappresentati segni astrologici. Era altresì affrescata una cronotassi dei Vescovi successori di sant'Eusebio, realizzata successivamente nella Sala del Trono dell'Arcivescovado. È attestato che successivamente il vescovo Leone provvide ad una serie di restauri in seguito all'incendio appiccato da Arduino d'Ivrea nel 997, in occasione dell'uccisione del vescovo Pietro, periodo in cui fu realizzato il grandioso crocifisso d'argento. Nella fase romanica venne realizzato forse da Benedetto Antelami un prezioso pergamo di cui rimangono alcune sculture al Museo Leone. Unico superstite di questa fase è il possente campanile eretto sotto il vescovo Uguccione (1151-1179). Pur con vari rimaneggiamenti l'impianto basilicale rimase lo stesso fino al XVI secolo, periodo in cui si abbandonò anche l'uso del rito eusebiano in favore del rito romano.

### La ricostruzione nel periodo della Controriforma

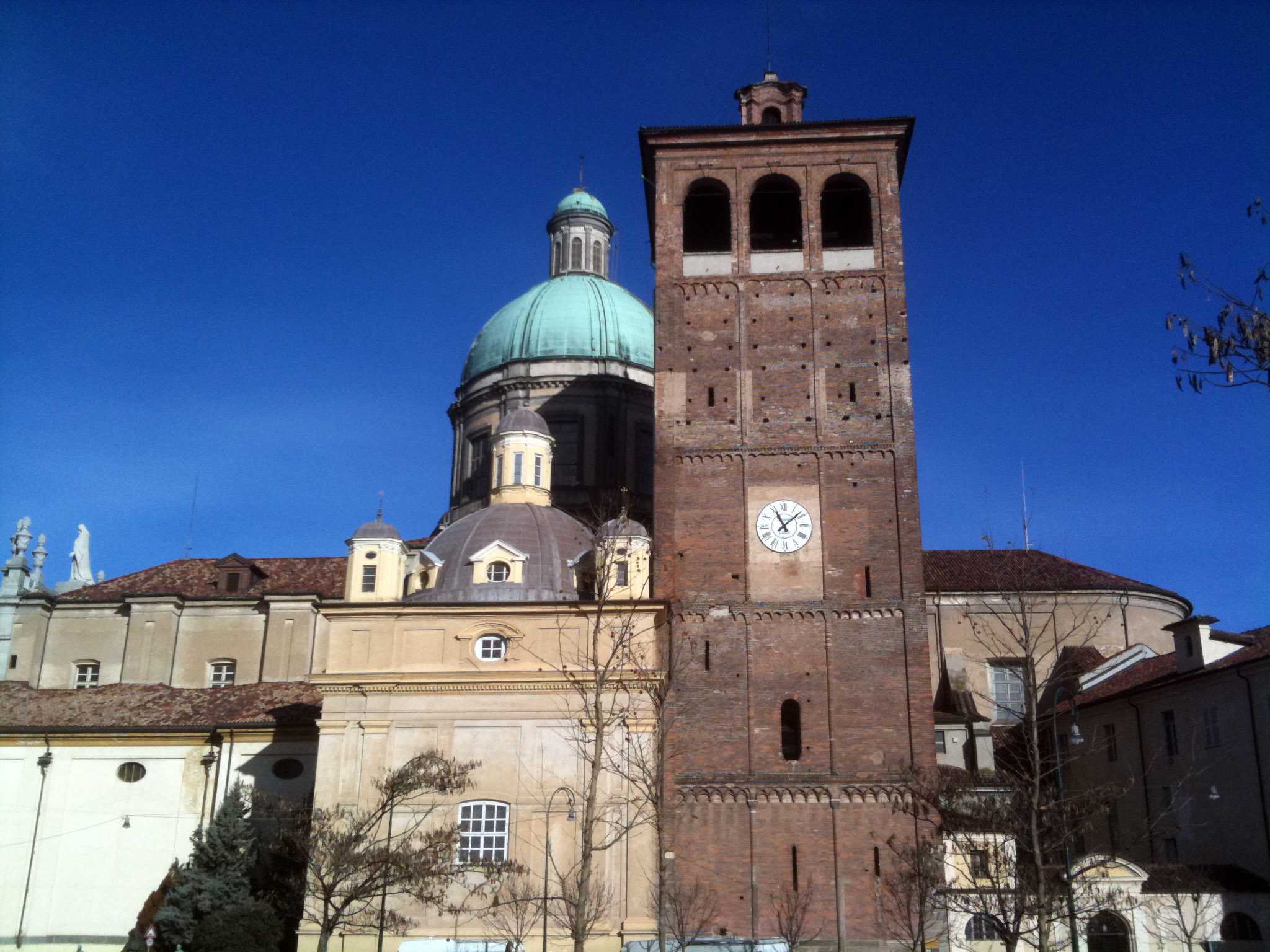
Esterno della Cattedrale vista da piazza Alessandro D'Angennes

Nel 1570 il vescovo locale, cardinale Guido Luca Ferrero, fece abbattere il coro della precedente chiesa avviando così i lavori per una ricostruzione completa dell'edificio. Fu incaricato della riedificazione Pellegrino Tibaldi, affermato architetto, già autore di importanti lavori nel Duomo di Milano, che fece riedificare il coro, le sacrestie e le prime due cappelle laterali adiacenti. Terminati i lavori nel 1582, la chiesa si trovò così composta da due edifici differenti, separati da un muro. Nel corso del secolo successivo su impulso della madama reale Giovanna Battista di Savoia, fu edificata la grandiosa cappella dedicata al Beato Amedeo IX di Savoia, posta sul lato destro del tempio e collegato provvisoriamente al medesimo, in attesa del prosieguo dei lavori. 

### Il prosieguo dei lavori e l'elevazione a basilica minore
Il Capitolo della Cattedrale volle sul principio del XVIII secolo completare la costruzione. L'architetto di corte Benedetto Alfieri predispose grandiosi progetti, completati dal suo aiutante Luigi Michele Barberis e del collega Giovanni Battista Feroggio. Furono apportate sostanziali modifiche ai progetti originali, la chiesa fu impostata a tre navate e l'ordine della colonne variò da ionico a corinzio. Fu l'architetto Stefano Negro a sovraintendere ai lavori. Soltanto nel 1714 fu completata definitivamente la demolizione della vecchia chiesa con l'abbattimento del quadriportico. Venne così costruito il grande pronao e la facciata già neoclassica e si provvide alla decorazione interna. Nel frattempo ad opera di papa Pio VII, con la bolla Beati Petri del 1817 il territorio della diocesi venne elevato ad arcidiocesi e nel 1834 papa Gregorio XVI elevò il duomo al rango di basilica minore.

### La fine dei lavori ed i restauri
Nella seconda metà del secolo successivo si volle terminare definitivamente la nuova chiesa: venne costruita dall'ingegnere Giovanni Larghi la cupola (1860), sull'attico della facciata vennero poste le statue dei dodici Apostoli e del Salvatore, internamente fu posato nel 1871 il pavimento a mosaico su progetto di Edoardo Arborio Mella. Giuseppe Locarni realizzò nel 1893 le cancellate del pronao e dei giardini laterali. 
Costanti furono gli interventi di manutenzione e restauro nel corso del Novecento, sul finire del XX secolo venne realizzata la cripta per le sepolture dei vescovi mentre sul principio del XXI secolo si è provveduto alla realizzazione di una nuova area presbiteriale al di sotto della cupola e a una nuova collocazione del crocifisso ottoniano. Sono terminati nel 2012 grandi lavori di restauro che hanno interessato l'edificio nella sua interezza riportando altresì la facciata e le pareti interne alle cromie originali settecentesche.

## Descrizione

### Architettura

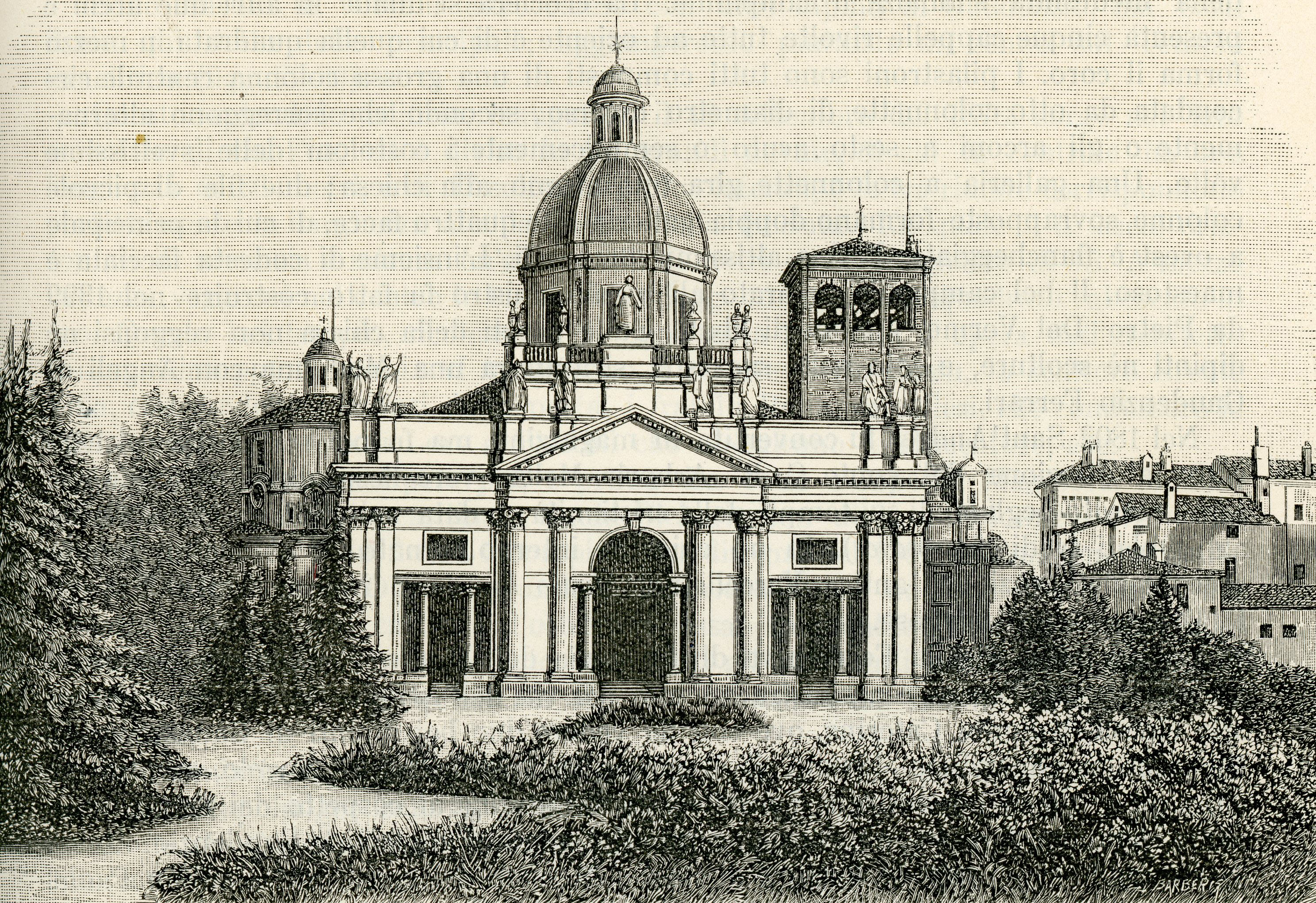
Xilografia della facciata

Preceduta dalla grande piazza con giardini (Piazza Sant'Eusebio) e da un sagrato semicircolare pavimentato in ciottolato, l'imponente mole della cattedrale è facilmente riconoscibile tra i monumenti cittadini per la grossa cupola rivestita in rame e il possente campanile. Le tre porte d'ingresso sono precedute da un vasto pronao di forme neoclassiche, sormontato dalle statue dei dodici apostoli e del Salvatore.
L'interno, a pianta a croce latina, è suddiviso in tre navate (più larga quella centrale) a loro volta suddivise in cinque campate. Le volte a botte sono sostenute da massicci pilastri quadrati con colonne binate in stile corinzio decorate a finto marmo. All'incrocio della nave maggiore con il transetto si eleva la grossa cupola finemente decorata a stucco. L'ampia zona absidale, dalla quale si accede alle due sacrestie ellittiche, chiude il tempio. Sul lato sinistro sorge la grande cappella di sant'Eusebio, mentre sul lato destro che si affaccia su piazza Alessandro d'Angennes, sorgono i giardini, la cappella del Beato Amedeo, il campanile ed un ulteriore ingresso dalla piazza nonché il collegamento con l'adiacente residenza arcivescovile.

### Le cappelle
Sono presenti numerose cappelle che testimoniano l'importanza storico-religiosa della cattedrale. Partendo dall'ingresso sul lato destro vi sono: la Cappella delle Reliquie, di Sant'Onorato, di San Giovanni Nepomuceno, del Beato Amedeo IX, del Crocifisso e di Sant'Ambrogio. Sul lato sinistro partendo dell'Altare Maggiore si trovano la Cappella della Madonna dello Schiaffo, di San Filippo Neri, di Sant'Eusebio, dei Santi Donato e Guglielmo, di Sant'Elena ed Emiliano e del Fonte Battesimale. 

### La Cappella del Beato Amedeo IX di Savoia

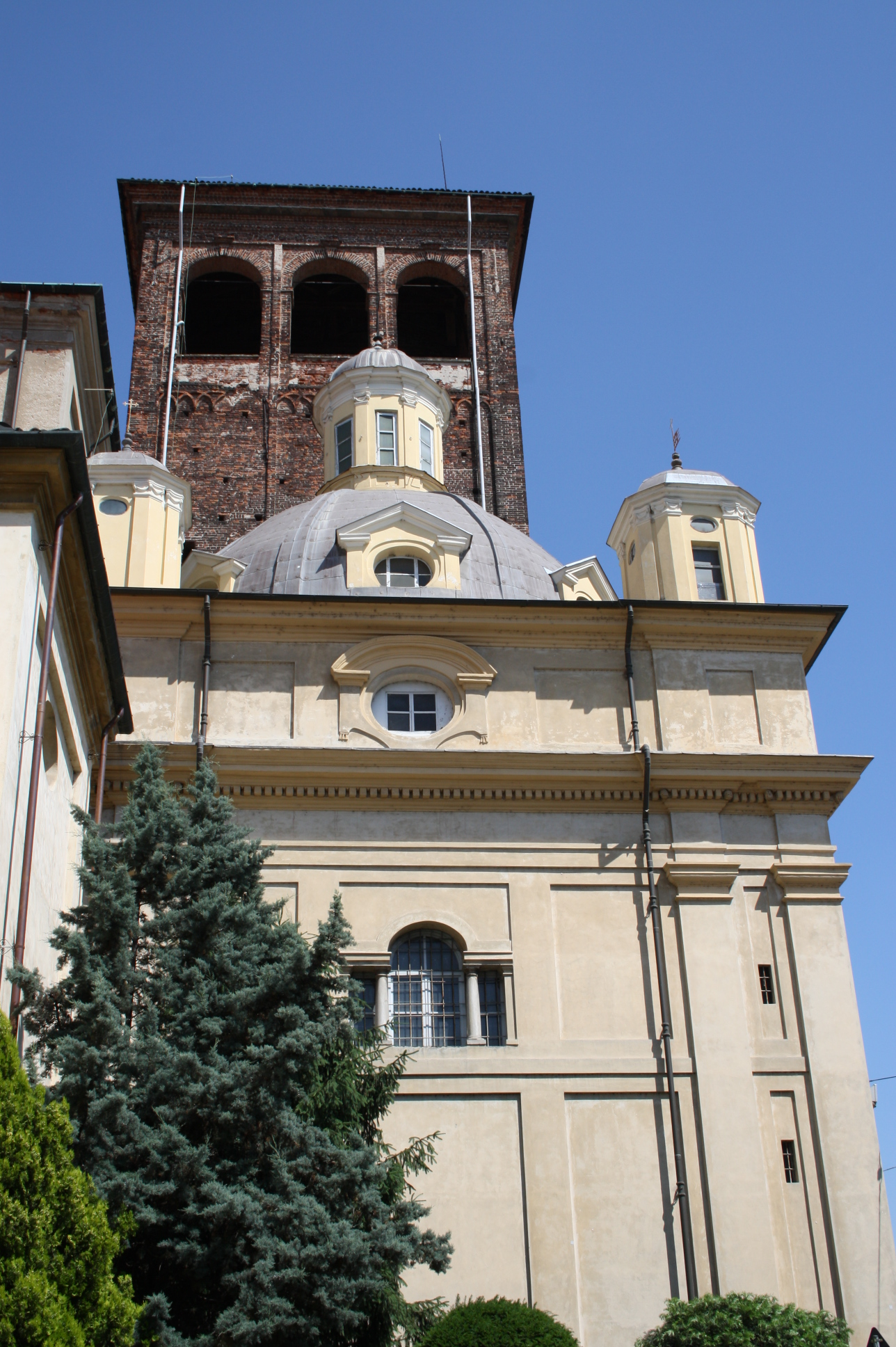
Cappella del Beato Amedeo IX vista dall'esterno

Le eleganti forme barocche della cappella sono ben visibili a lato del campanile sul fianco destro della chiesa. L'ingresso della cappella infatti sorge nel lato destro del transetto, mentre la costruzione venne inizialmente collegata alla vecchia basilica e successivamente addossata all'attuale chiesa. Casa Savoia volle, nel XVII secolo, rendere onore alla figura del Duca Amedeo IX, morto nel castello cittadino nel 1472 e che divenne beato nel 1678. Fu incaricato del progetto il grande architetto di corte Guarino Guarini, ma i lavori vennero poi affidati nel 1682 ad un altro importante architetto di corte Michelangelo Garove. Conclusosi i lavori nel 1703 nel corso del secolo venne rimaneggiata la decorazione originale diventando così una cappella di gusto tardo barocco, nei quali spiccano la decorazione della cupola, i marmi policromi delle colonne e del pavimento. Al di sopra dell'altare è riposta l'urna che contiene le spoglie del Beato mentre la pala d'altare è stata dipinta dall'austriaco pittore di corte Daniel Seiter. Essa raffigura il Duca nell'atto di donare il collare d'oro della Ss. Annunziata ai poveri. Trovano anche sepoltura altri illustri esponenti del Casato: Carlo I, Carlo II, la duchessa Jolanda e Vittorio Amedeo I.

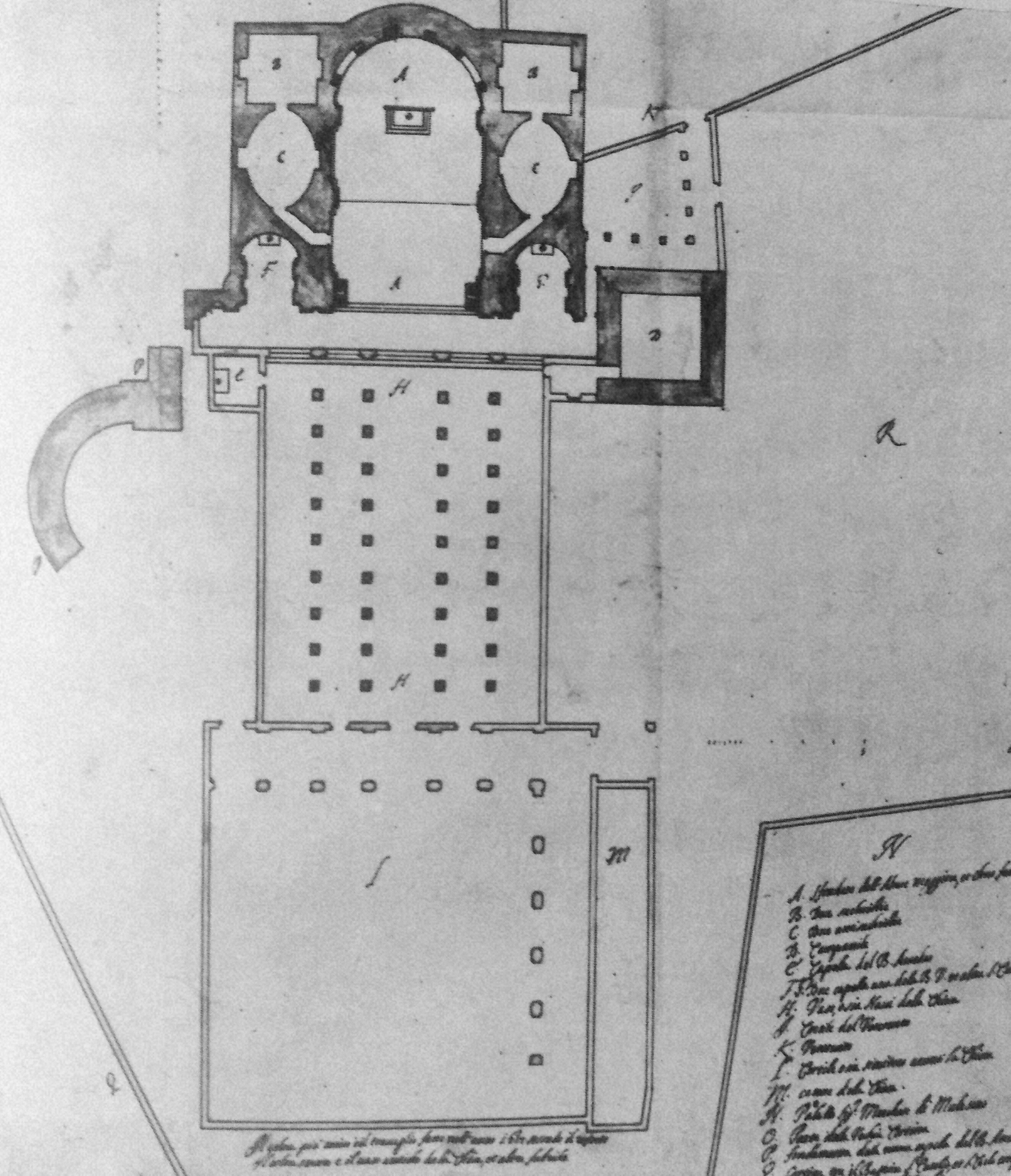
Guarino Guarini o collaboratore. Pianta del Duomo. 1680.

### La Cappella di sant'Eusebio
Speculare alla cappella del Beato Amedeo, sul lato sinistro del transetto si apre l'ampia cappella del Santo patrono, il cui ingresso è separato dalla chiesa da un'ampia vetrata. A pianta centrale venne realizzata sul finire del XVIII secolo su progetto di Luigi Michele Barberis, collaboratore di Benedetto Alfieri. Consacrata nel 1805, venne completamente ridecorata in stile neorinascimentale ed eclettico con i fondi appositamente stanziati dal lascito testamentario del Canonico Lampugnani. L'architetto Giuseppe Locarni progettò i lavori, che previdero la decorazione della base della cupola con scene della vita del Santo (il Battesimo, La Glorificazione, la Prima Messa, la Presenza al Concilio di Milano del 355) ad opera del romano Francesco Grandi, le altre decorazioni invece furono realizzate dal vercellese Carlo Costa. Le quattro statue in marmo di Carrara poste ai lati (Speranza Fede Carità e Prudenza) sono opera di Francesco Porzio. Al di sopra dell'altare chiusa da una grata si può scorgere la preziosa urna d'argento che contiene le reliquie del Santo. La Cappella è dotata inoltre di due cantorie (Antonini), un organo a canne e di un coro circolare finemente scolpito. Da essa si accede alla Cripta dei Vescovi, realizzata per le sepolture degli Arcivescovi sul finire del XX secolo.

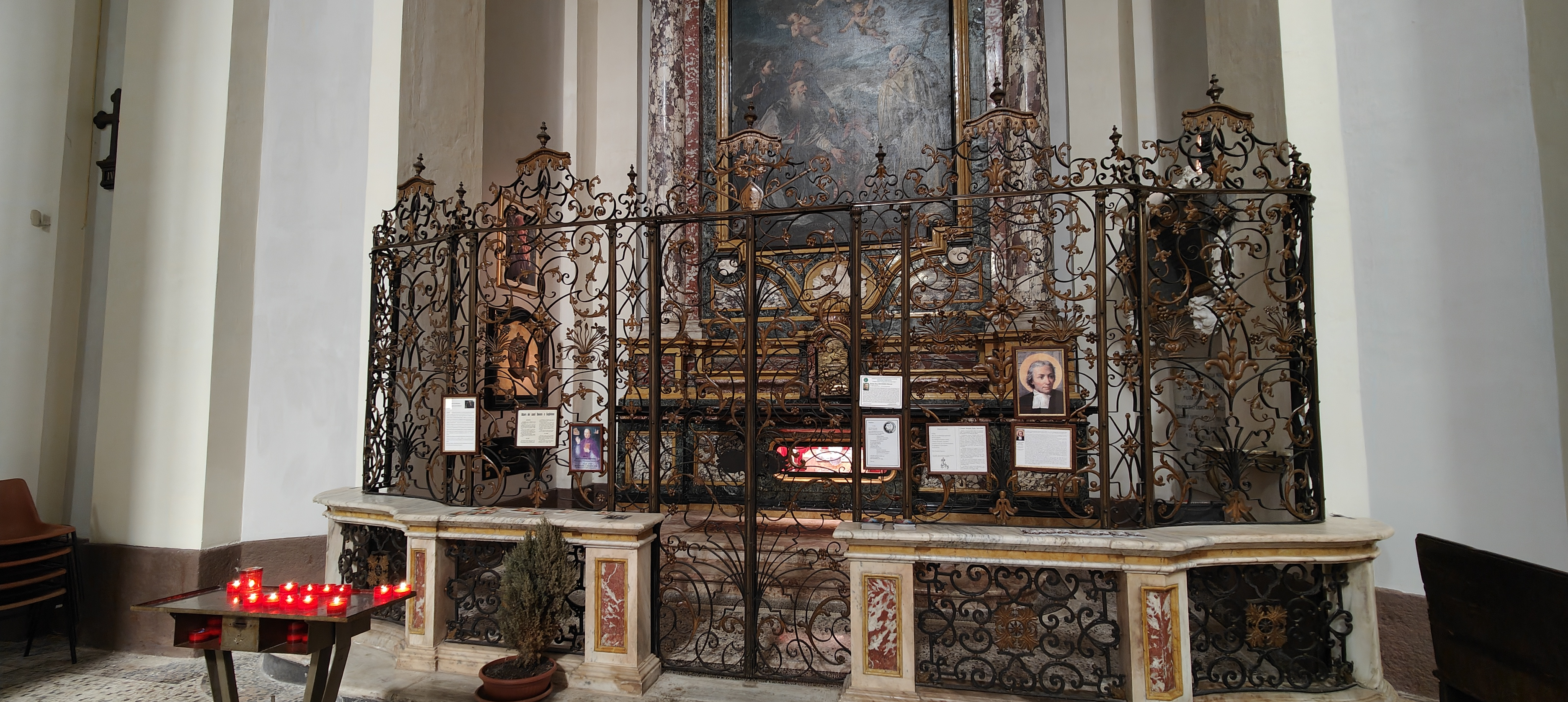
L'urna contenente i resti mortali del beato don Secondo Pollo in cattedrale dal 1968 posta sotto l'altare, navata sinistra

## Opere d'arte

### Il crocifisso ottoniano

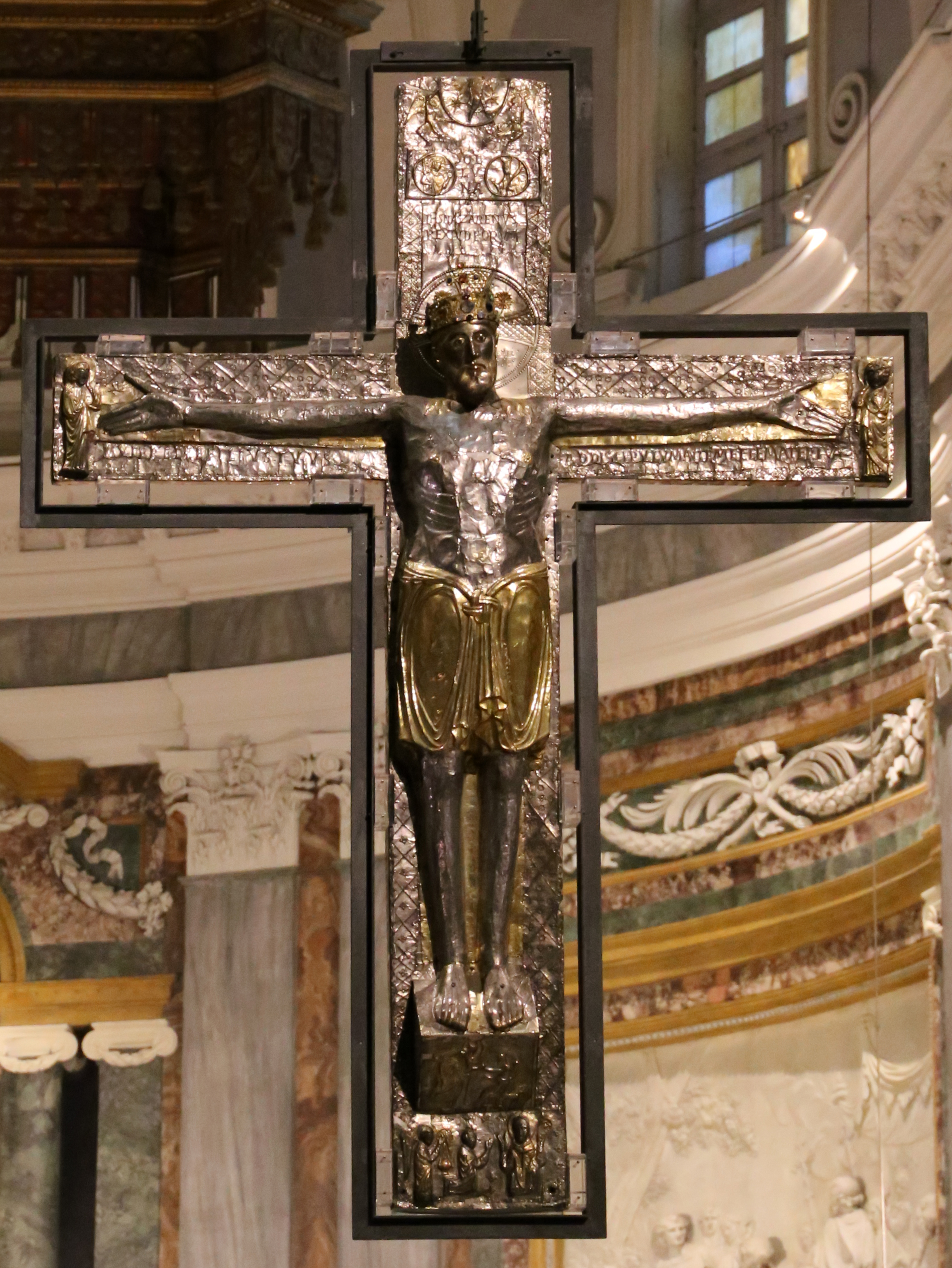
Crocifisso ottoniano

Tra le tante opere d'arte presenti spicca sicuramente per importanza ed imponenza il grandioso crocifisso ottoniano, capolavoro dell'oreficeria ottoniana. Realizzato sul finire del X secolo su committenza probabilmente del vescovo Leone nell'ambito dei lavori di ricostruzione della chiesa dopo l'incendio di Re Arduino è realizzato in lamine d'argento sbalzate ed in parte dorate poste su un riempimento in cocciopesto e cera posizionato su una croce lignea. Esempio di Christus triumphans oltre che per le dimensioni inusitate (più di 3 metri di altezza) spicca per l'accuratezza dei dettagli e dell'apparato figurativo. Nella nuova chiesa fu collocato dopo vari spostamenti nella Cappella del Crocifisso, dopo il restauro in seguito ai danneggiamenti del 1983 è stato collocato appeso sull'arco trionfale. 

### La Madonna dello Schiaffo

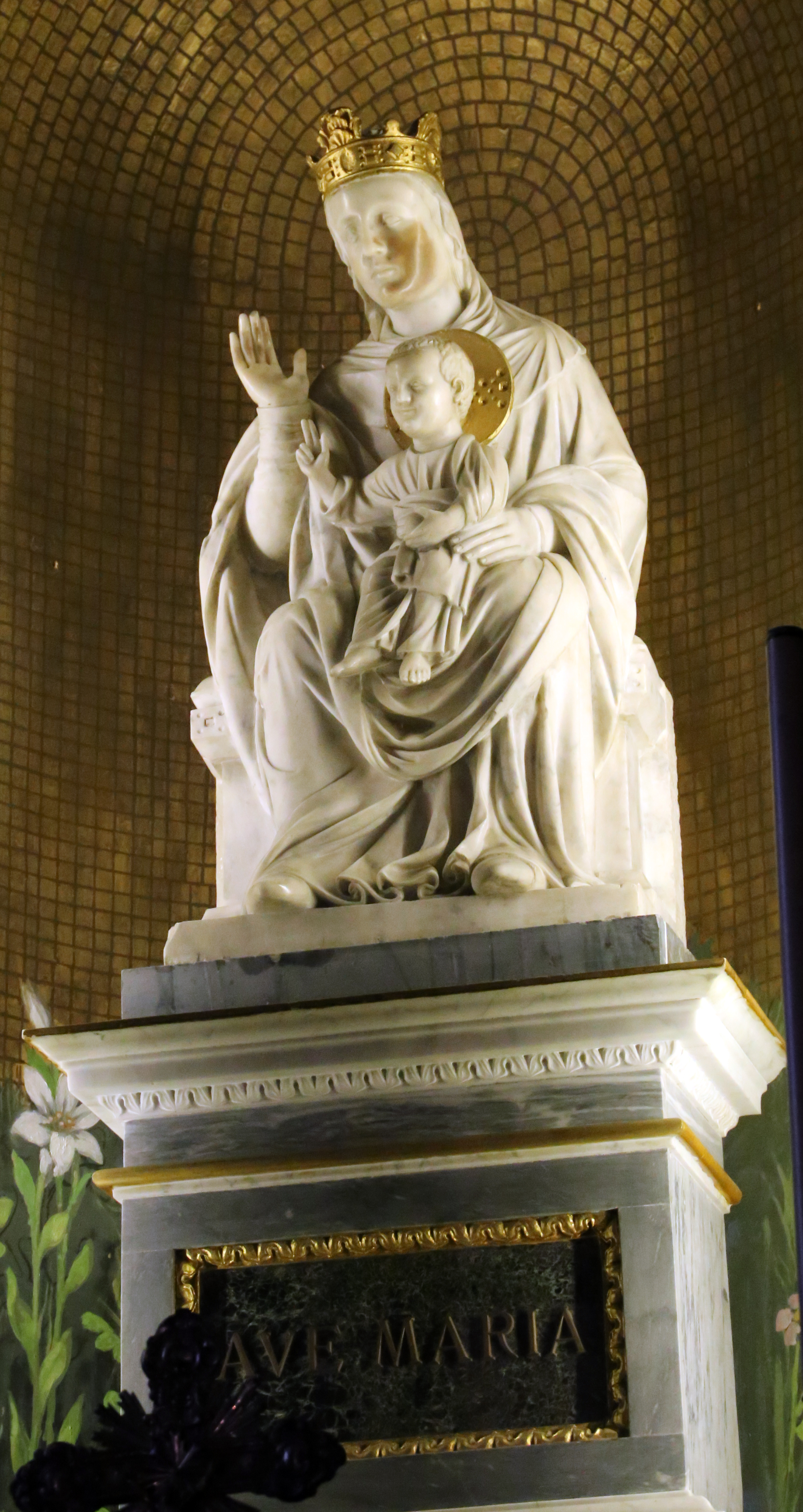
Madonna detta dello schiaffo

Collocata in un altare barocco realizzato nel 1646 da Francesco Rusca, la statua in marmo che raffigura la Madonna con Bambino presenta una macchia sulla guancia destra e la tradizione popolare l'ha attribuita a uno schiaffo miracolosamente rimasto impresso.
La critica a lungo l'ha attribuita a Benedetto Antelami, parte del pergamo dell'antica cattedrale poi smembrato. La notevole opera per i suoi influssi d'oltralpe e il linguaggio goticheggiante si tende oggi a datarla nella seconda metà del XIII secolo.

### I Reliquiari ed il tesoro
Per la sua importanza religiosa nei secoli il tesoro della cattedrale si è arricchito di centinaia di reliquiari. Oggi i più preziosi di questi sono visibili all'interno dell'attiguo museo del tesoro, mentre buona parte sono custoditi all'interno dell'Altare delle Reliquie (XIX secolo, opera di Arbori Mella). In una nicchia dell'Altare di San Giovanni Nepomuceno è però posizionato il busto gotico di San Pantaleone, notevole reliquiario in argento databile sul principio del XV secolo. La reliquia del Santo, donata da Carlo Magno alla chiesa vercellese, ha sempre goduto di una speciale venerazione in ambito locale. 

### Il presbiterio e gli altari barocchi
La decorazione del presbiterio è stata realizzata così come oggi la vediamo nel XVIII secolo, uniformando lo stile tardo-cinquecentesco della zona absidale con lo stile settecentesco del resto dell'edificio. Il vescovo Carlo Vincenzo Maria Ferrero Thaon (1730-1742) donò l'altare maggiore realizzato in preziosi marmi policromi e la statua in marmo di Carrara del Santo patrono, posta nella nicchia centrale dell'abside, opera attribuita da taluni a Pierre-Étienne Monnot. Venne poi realizzata la seconda balaustra rococò verso l'altare (1745) su disegno dell'Alfieri, mentre la prima, più lineare, venne realizzata già nel 1681 ed è attribuita al Garove. Le pareti del coro sono decorate da quattro bassorilievi in stucco  Storie di s. Eusebio dello scultore Giovanni Battista Bernero, commissionati dal vescovo Carlo Giuseppe Filippa della Martiniana nel 1802, inspirate a quadri del Mayerle. Furono infatti soprattutto gli artisti gravitanti alla corte dei Savoia che lavorano tra il Sei e l'Ottocento nella decorazione del tempio, tra gli altri son da segnalare proprio Pier Francesco Guala e Francesco Antonio Mayerle per la realizzazione di diverse pale d'altare.

### Gli Organi a canne
L'organo principale è collocato nel presbiterio, su due apposite cantorie realizzate ai lati dello stesso. Il primo organo di cui si ha notizia fu realizzato nel 1466 mentre lo strumento attuale è stato realizzato nel 1910 dalla ditta Mascioni e restaurato ed ampliato nel 2013. Un ulteriore strumento è collocato nella cantoria della Cappella di Sant'Eusebio, ed è stato realizzato da Giovanni Tonoli verso la fine del XIX secolo.

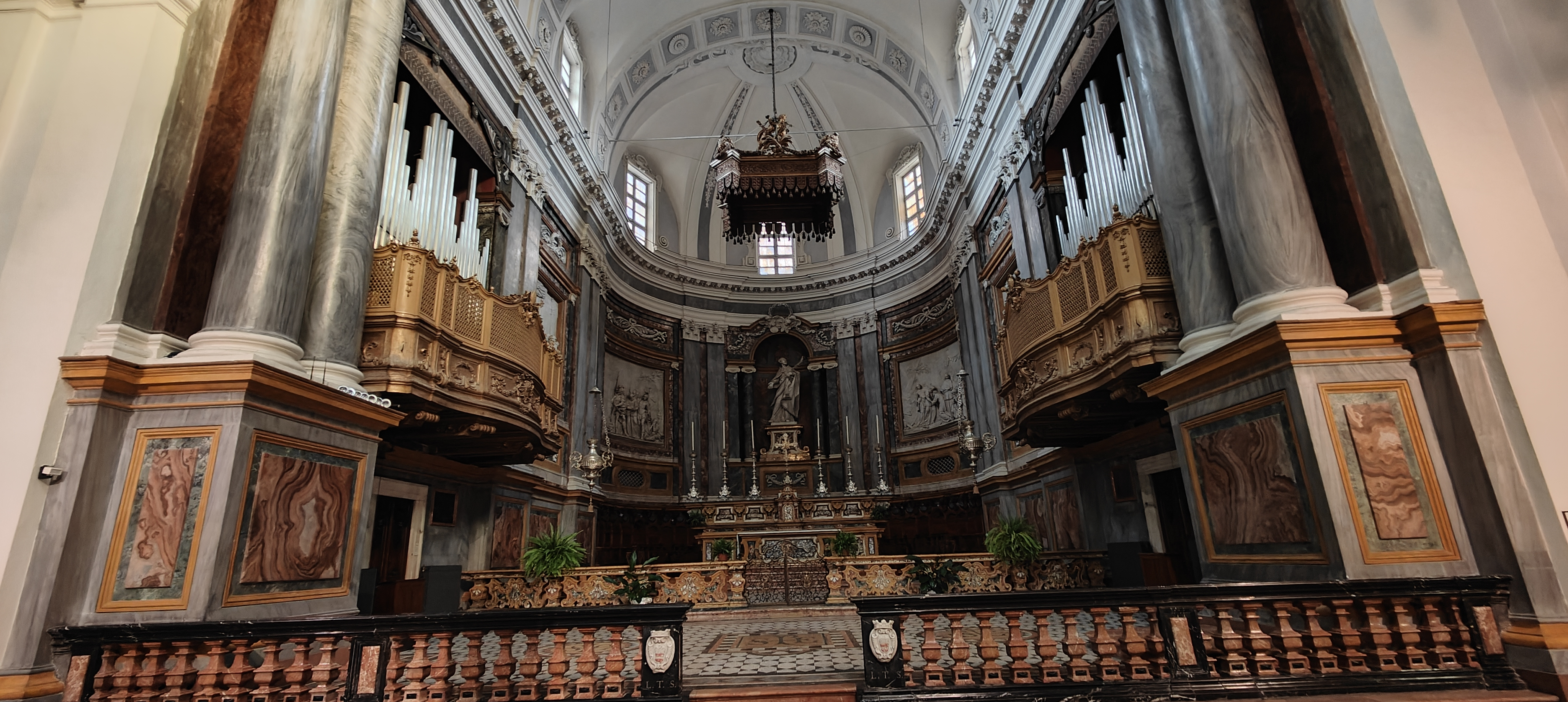
L'organo posto su due cantorie sopra l'altare, la parete destra con tastiera, le canne sono articolate in 3 campate con colonne dorate con capitelli corinzi